# Farmacevtska skrb
Farmacevtska skrb (angl. pharmaceutical care) je dejavnost, s katero farmacevt zagotavlja odgovorno zdravljenje z zdravili za optimiziranje kakovosti pacientovega življenja in doseganje pozitivnih končnih izidov zdravljenja. Zasnova farmacevtske skrbi zajema prepoznavanje, reševanje in preprečevanje problemov, povezanih z zdravili in zdravjem z izvajanjem farmacevtskih ukrepanj (farmacevtskih intervencij). Koncept farmacevtske skrbi je v prvi vrsti namenjen skupinam bolnikov, ki so bolj dovzetni za nastanek težav, povezanih z zdravili. To so kronični bolniki, bolniki, ki uporabljajo veliko število zdravil, starejši, mladostniki in otroci. Farmacevtska skrb prispeva k celostni obravnavi bolnika, prispeva pa k racionalnejši in varnejši uporabi zdravil in s tem tudi k prihrankom v zdravstvu. Po svoji vsebini je koncept farmacevtske skrbi soroden konceptu klinične farmacije in nekateri teoretiki ju razločujejo, medtem ko drugi med obema konceptoma ne vidijo bistvenih razlik.

## Zgodovina
Farmacevtska skrb je razmeroma nova lekarniška storitev, ki se je v Združenih državah Amerike uveljavila konec 80. let dvajsetega stoletja, v zadnjih petnajstih letih pa se uveljavlja tudi v evropskih lekarnah. Razvoj in uvajanje farmacevtske skrbi podpirata tudi Svetovna zdravstvena organizacija in Evropska skupnost.

## Stanje v Sloveniji
Farmacevtska skrb je v slovenski zakonodaji prvič omenjena v Pravilniku o pogojih za opravljanje lekarniške dejavnosti iz leta 2006, z izvajanjem koncepta farmacevtske skrbi pa so javne lekarne Sloveniji pričele že v devetdesetihih letih prejšnjega tisočletja. Farmacevtska skrb uvaja v obliki programov za skupine bolnikov glede na vrsto kroničnega obolenja (npr. farmacevtska skrbi pri
hipertenziji, sladkorni bolezni, astmi ...) ali druge skupne značilnosti (npr. farmacevtska skrb za starostnike). Izvaja se po enotnih principih in zajema šest ključnih postopkov:
- Vzpostavitev terapevtskega odnosa med farmacevtom in bolnikom.
- Pregled podatkov o bolniku ter njihova ocena, odkrivanje in reševanje problemov povezanih z zdravili (na primer klinična primernost vsakega od zdravil, ki jih bolnik uporablja, primernost odmerka in režima odmerjanja za vsako zdravilo, vključno z upoštevanjem indikacij, kontraindikacij, neželenih učinkov in možnih interakcij z drugimi sočasnimi zdravili, terapevtsko podvajanje ali uporaba nepotrebnih zdravil ...).
- Posredovanje individualno prilagojenih navodil za jemanje zdravila bolniku in individualno prilagojena navodila za pozitivne spremembe življenjskega sloga.
- Izdelava individualnega načrta farmacevtske skrbi: ob vsakem obisku v lekarni, če se ugotovijo problemi, povezani z zdravili, farmacevt izdela skupaj z bolnikom in po potrebi z osebnim zdravnikom plan farmacevtske skrbi – to je seznam težav povezanih z zdravili, predlagane rešitve in postavljeni cilji za vsako zdravilo ali težavo povezano z zdravili.
- Ukrepanje farmacevta (farmacevtska intervencija) za izvajanje plana farmacevtske skrbi.
- Spremljanje in ocena bolnikovega odgovora na zdravljenje z zdravili, vključno z varnostjo in učinkovitostjo.